# أوليفر جونز (رجل أعمال)
أوليفر جونز هو شخصية أعمال كندي، ولد في 15 ديسمبر 1821 في بيتيتكودياك في كندا، وتوفي في 15 نوفمبر 1899 في مونكتون في كندا بسبب سكتة.